# ناس كهف ريد دير
ناس كهف ريد دير كانوا من أكثر أنواع السكان المعروفين في عصر ما قبل التاريخ وهناك من يرى أنهم عايشوا الإنسان البدائي أو رُبما ينتمون له. تم تأريخ الحفريات التي تم العثور عليها ما بين 14.500 و 11.500 سنة؛ وكان بعض الباحثين وعلماء الآثار قد عثروا عليها في كهف ريد دير لوغلين الواقع في الصين.
بعد الفحص والتأكد منها، وجد العلماء أن هذا الإنسان يتوفر على مزيج من الصفات القديمة والحديثة في نفس الوقت، حيث يظهر مبدئيا كنوع جديد منفصل عن البشر لكن التعمق في الدراسة أثبت أنه ينتمي لهم وليس نوعا جديدا بعيدا عنهم وأنه عاش لفترة محدودة قبل أن ينقرض (لم يُعرف سبب الانقراض بعد لكن بعض العلماء يرون أن الانتقاء الطبيعي هو السبب) لذلك لم تُساهم جيناته في الإنسان الحديث أو على الأقل في الإنسان الذي يليه.
تشير الأدلة الأحفورية إلى طهي الغزلان الكبيرة في كهف الغزلان الحمر، مما أعطى هذا النوع من الأفراد اسمهم.

## الاكتشاف

الفك السفلي لإحدى البقايا التي تم العثور عليها في الكهف

في عام 1979، عُثر على جزئين من جمجمة إنسان بكهف يُدعى ريد دير لونلغلين في منطقة قوانغشي في الصين. كما عُثر على بعض البقايا يُرجح أنها تنتمي لإنسان هذا الكهف (والذي يعني اسمه حرفيا «كهف الغزال الأحمر») لكن هذه المرة في محافظة يوننان بنفس الدولة. بين التأريخ بالكاربون المشع أن عمر هذه المستحاثة يتراوح ما بين 14.500 و11.500 سنة وذلك بالاعتماء على تأريخ الفحم الذي وُجد على جنبات الأحفورية، ويعتقد العلماء أن جميع أنواع البشر توفيوا في فترة ما قبل التاريخ بما في ذلك نياندرتال وإنسان فلوريس.

## التشريح
على الرغم من أن التأريخ بالكاربون المشع أظهر أن عمر الحفرية حديث نسبيا مقارنة مع أحفوريات أخرى عُثر عليها في وقت سابق، إلا أن ملامح البقايا بعد تجميعها ظهرت أكثر بدائية من البشر؛ فالسمات المميزة لإنسان كهف الصين تختلف عن سمات الإنسان الحديث في مجموعة من الأمور ولعل أبرزها الوجه العريض (أما وجه الإنسان الحديث فهو متوسط) بالإضافة إلى الأنف البارز (الإنسان الحديث له أنف متوسط يتماشى مع حجم وجهه؛ إلا أن هناك بعضا من أفراد الإنسان الحديث خاصة في أفريقيا يتميزون بأنف مفرطح) ثم بروز الفك هو الآخر مع ذقن كبير وأضراس ضخمة وبارزة وكذلك الحواجب السميكة وعظام الجمجمة الصلبة والأهم أن حجم دماغه متوسط.

## النوع
على الرغم من أن السمات الجسدية لإنسان كهف ريد دير تُشير إلى أنه قد يكون غير مكتشف سابقا ضمن الأنواع التي تم تحديد أنها عاشت في عصور ما قبل التاريخ البشري، إلا أن بعضا من العلماء تحفظوا على الموضوع وطالبوا بتصنيفه كنوع جديد وليس كنوع موجود من قبل. فمثلا أكد كريس سترينجر من متحف التاريخ الطبيعي في لندن أن إنسان كهف ريد دير هو نوع جديد ومميز حيث أنه نتيجة للتزاوج بين دينيسوفان والإنسان العاقل، أما علماء آخرون فلا زالوا يُشككون في الموضوع برمته مؤكدين أن البقايا التي عُثر عليها تعود للإنسان العاقل وأن السمات الفريدة والاختلافات «البسيطة» التي ظهرت على إنسان الكهف أمر عادي جدا بل طبيعي ومتوقع خاصة أن ظروف العيش والمكان ثم الزمان يلعبان دورا كبيرا في تحديد سمات النوع.
وكانت الدراسات الحديثة على أساس طول عظم الفخد قد أشارت إلى أن هناك علاقة قديمة وووثيقة بين إنسان كهف ريد دير وبين كل من الإنسان الماهر والإنسان المنتصب.

## وصلات خارجية
- تعريف «إنسان كهف ريد دير» – حفريات جديدة توفر المزيد من أسئلة أكثر من الأجوبة (تم نشر المقال بالإنجليزية عن طريق دارين كورنو في مجلة المحادثة بتاريخ 15 مارس 2012)
- لغز إنسان كهف ريد دير: العصر الحجري سر (بُث من قبل تلفزيون بي بي سي بالإنجليزية يوم الثلاثاء 24 يونيو 2014، على الساعة 8:30 مساء)
- سبورة تفاعلية تُظهر التسلسل الزمني للإنسان بالإنجليزية - مؤسسة سميثسونيان بالتعاون مع المتحف الوطني للتاريخ الطبيعي (أغسطس 2016).